# L'Increvable (lave-linge)
Pour les articles homonymes, voir L'Increvable (homonymie).
L'Increvable est le nom donné au lave-linge prévu pour durer cinquante ans et conçu par un designer français Julien Phedyaeff. C'est un appareil en kit à monter soi-même.

## Histoire et description de la machine
Selon Julien Phedyaeff, l'idée date de 2013 lors de son mémoire de fin d’études sur la « recherche large sur les pratiques de démontage des objets ». Il a fait le constat que les pièces détachées lorsqu'elles étaient disponibles, étaient vendues à des prix très élevés. Son invention est prévue pour être livrée en kit à partir d'une « base saine, solide et améliorable ». Afin d'être plus léger, le lave-linge est dépourvu de lest en béton. Il est remplacé par un réservoir qui se remplit d'eau lors de la première utilisation. «C’est une machine à laver qui se monte en kit et qui ne comporte aucune pièce collée ou soudée qui empêcherait une réparation ». La machine est un projet de diplôme de fin d’études à l’École nationale supérieure de création industrielle-Les Ateliers qui a été présenté en juin 2014 et qui a reçu les félicitations du jury puis obtenu un label de l’Observeur du design 2015.
L'entreprise est créée le 2 septembre 2016 sous la dénomination "L'INCREVABLE".
L’objectif est de réussir à proposer L’Increvable à un tarif avoisinant les 1 000 euros, pour une durée de vie d’au moins 20 ans soit 10.000 heures d’utilisation.
Le 6 novembre 2020, L'Increvable SAS cesse son activité (cessation au RCS et radiation à l'INSEE au 18 décembre 2020).

## Récompense
- Un label de l'Observeur du design 2015[Note 1],[1].